# Moja cura je zvijezda

## Sinopsis
Na dan koji će mu promijeniti život, sjajan, ali običan mladić Patrick Owen pije svoju jutarnju kavu kad ga ugrize ljubav. I to doslovce. Zubi pripadaju Monroeu, živčanom psiću filmske zvijezde Alexandre Young. Kad se ona pokuša ispričati, Patrick prepozna njeno slavno lice i - ostane zapanjen, zbunjen i vrlo šarmantan. 
Alex se također zagleda u Patricka, no on je potpuno nespreman za sve dodatke koji idu u paketu s njegovim malim flertom. Njegova anonimnost i privatnost rasplinu se pod svjetlom kamera paparazza. Patrick preko noći postaje senzacija među svojim mladim studentima, iz razloga koji nemaju nikakve veze s njegovim briljantnim predavačkim sposobnostima. Sve to natjera ga da se zapita je li moguće pronaći pravu ljubav pod budnim okom medija. 

## Informacije i zanimljivosti o seriji
- 2004. seriju je redovito gledalo 5.6 milijuna gledatelja u SAD.
- glumac Robert Englund pojavio se u epizodi "All About Evil", a njegov ulazak na scenu je bio u stilu Freddyja Kruegera, lika po kojem je Robert najpoznatiji.

## Glumačka postava:

### Glavna glumačka postava
- Teri Polo kao Alexandra "Alex" Young (1)
- David Sutcliffe kao Patrick Owen (1)
- Danny Comden kao Stevie Hanson (1)
- Rhea Seehorn kao Cheri Baldzikowski (1)

### Poznata gostovanja:
- James Belushi kao Leslie Buren
- Jimmy Kimmel kao Jimmy Kimmel
- Robert Englund kao Leonard Heckman
- Peri Gilpin kao Peri Gilpin
- Susan Sullivan kao Rosalyn
- Betty White kao Betty White
- Penny Marshall kao Penny Marshall
- Brooke Shields kao Ivy Tyler
- Melissa Rivers kao Melissa Rivers
- Joan Rivers kao Joan Rivers
- Cybill Shepherd kao Suzanne
- Marlee Matlin kao Marlee Matlin
- Mark Valley kao Jack Campbell
- Wayne Knight kao Kevin
- Amy Pietz kao Samantha
- Nick Lachey kao Tyler Vance
- Krista Allen kao Jennifer